# Lijst van werken van Catharina van Hemessen
Deze lijst geeft een overzicht van schilderijen van Catharina van Hemessen, de 16e-eeuwse schilder. Slechts dertien gesigneerde werken zijn bewaard gebleven: negen portretten en vier religieuze schilderijen.
| Afbeelding | Titel                                                             | Datering  | ID        | Verblijfplaats                                            |
| ---------- | ----------------------------------------------------------------- | --------- | --------- | --------------------------------------------------------- |
|            | De kruisdraging van Christus met de ontmoeting met de H. Veronica | 1541-1560 |           | Priveverzameling, Europa                                  |
|            | Meisje aan het virginaal                                          | 1548      | WRM 654   | Wallraf-Richartz-Museum, Keulen                           |
|            | Zelfportret                                                       | 1548      |           | Michaelis Collectie, Kaapstad                             |
|            | Zelfportret                                                       | 1548      | 1361      | Kunstmuseum Basel, Bazel                                  |
|            | Zelfportret                                                       | 1548      |           | Hermitage, Sint-Petersburg                                |
|            | Portret van een vrouw                                             | 1548      | SK-A-4256 | Rijksmuseum Amsterdam, Amsterdam                          |
|            | Portret van een dertigjarige vrouw                                | 1549      | 4157      | Koninklijke Musea voor Schone Kunsten van België, Brussel |
|            | Portret van een onbekende man                                     | 1549      | 4156      | Koninklijke Musea voor Schone Kunsten van België, Brussel |
|            | Portret van een eenendertigjarige vrouw                           | 1550      |           | Privéverzameling, Europa                                  |
|            | Portret van een vrouw                                             | 1551      | B.M.147   | Bowes Museum, Barnard Castle                              |
|            | Portret van een vrouw met een hond                                | 1551      | NG 4732   | National Gallery, London                                  |
|            | Predella van de 'Tendilla Retablo'                                | 1550-1560 | 1953.219  | Cincinnati Art Museum, Cincinnati                         |
|            | Portret van een vrouw                                             | 1550-1560 | 269       | Fitzwilliam Museum, Cambridge                             |
|            | Portret van een man                                               | 1552      | NG1042    | National Gallery, London                                  |
|            | Portret van een kind                                              | 1559      |           | Onbekend                                                  |
|            | Portret van een vrouw                                             | 1560, ca. | 1951.397  | Baltimore Museum of Art, Baltimore                        |